# 丹参花马先蒿
丹参花马先蒿（学名：Pedicularis salviaeflora）是列当科马先蒿属的植物，是中国的特有植物。分布于中国大陆的四川、云南等地，生长于海拔2,000米至3,900米的地区，一般生长在荒草坡与灌丛下，目前尚未由人工引种栽培。

## 异名
- Pedicularis salviaeflora Franch. ex Forbes et Hemsl. var. leiocarpa H. P. Yang